# Bernardino De Conti
Bernardino De Conti, född omkring 1470, död efter 1522, var en italiensk konstnär.
De Conti tillhörde den lombardiska skolan, utgående från Leonardo da Vinci. En något stel, detaljrik stil utmärker Conti, som annas nära anslöt till Leonardos målningar.

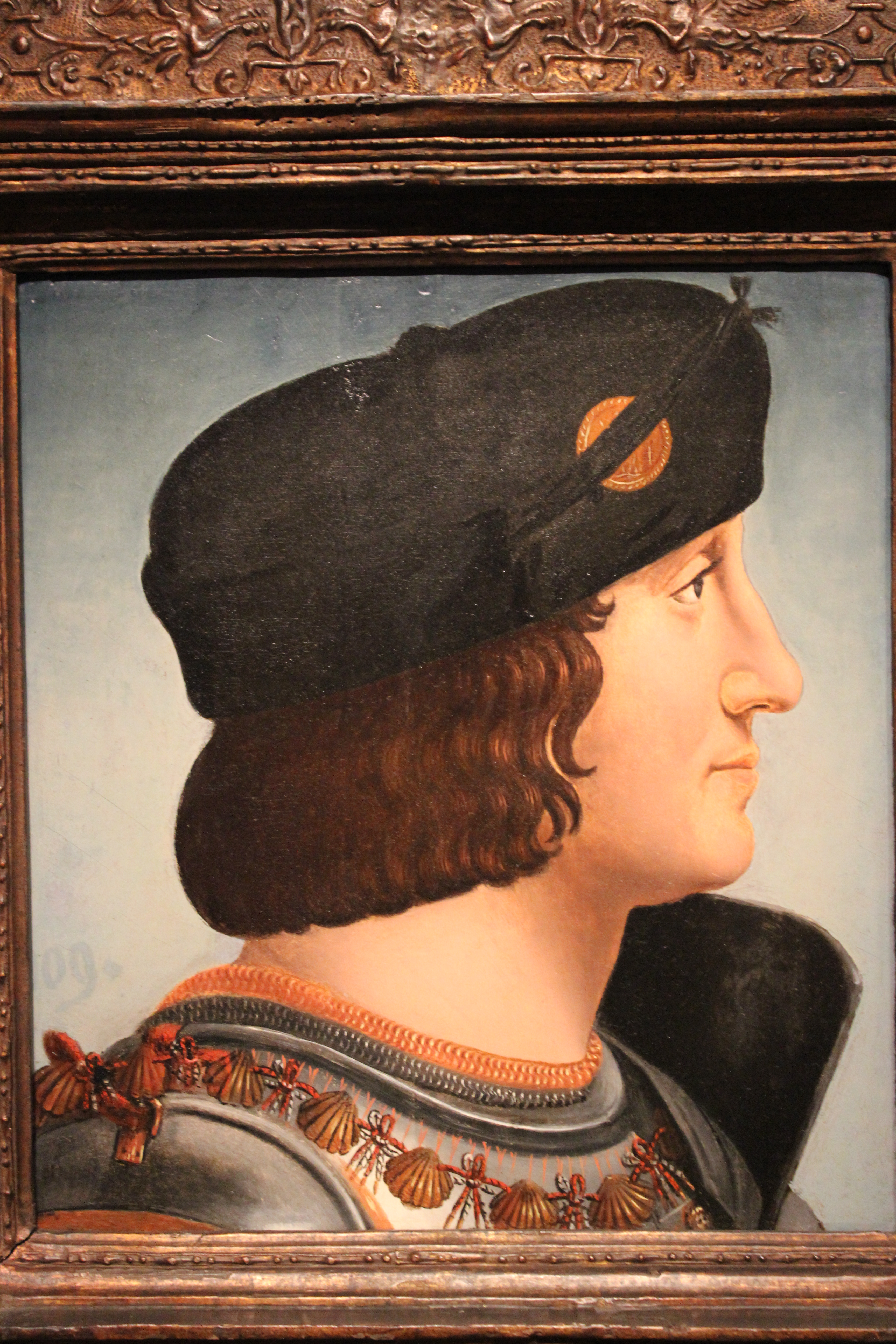
Ritratto di Charles d'Amboise, 1500, Seattle Art Museum
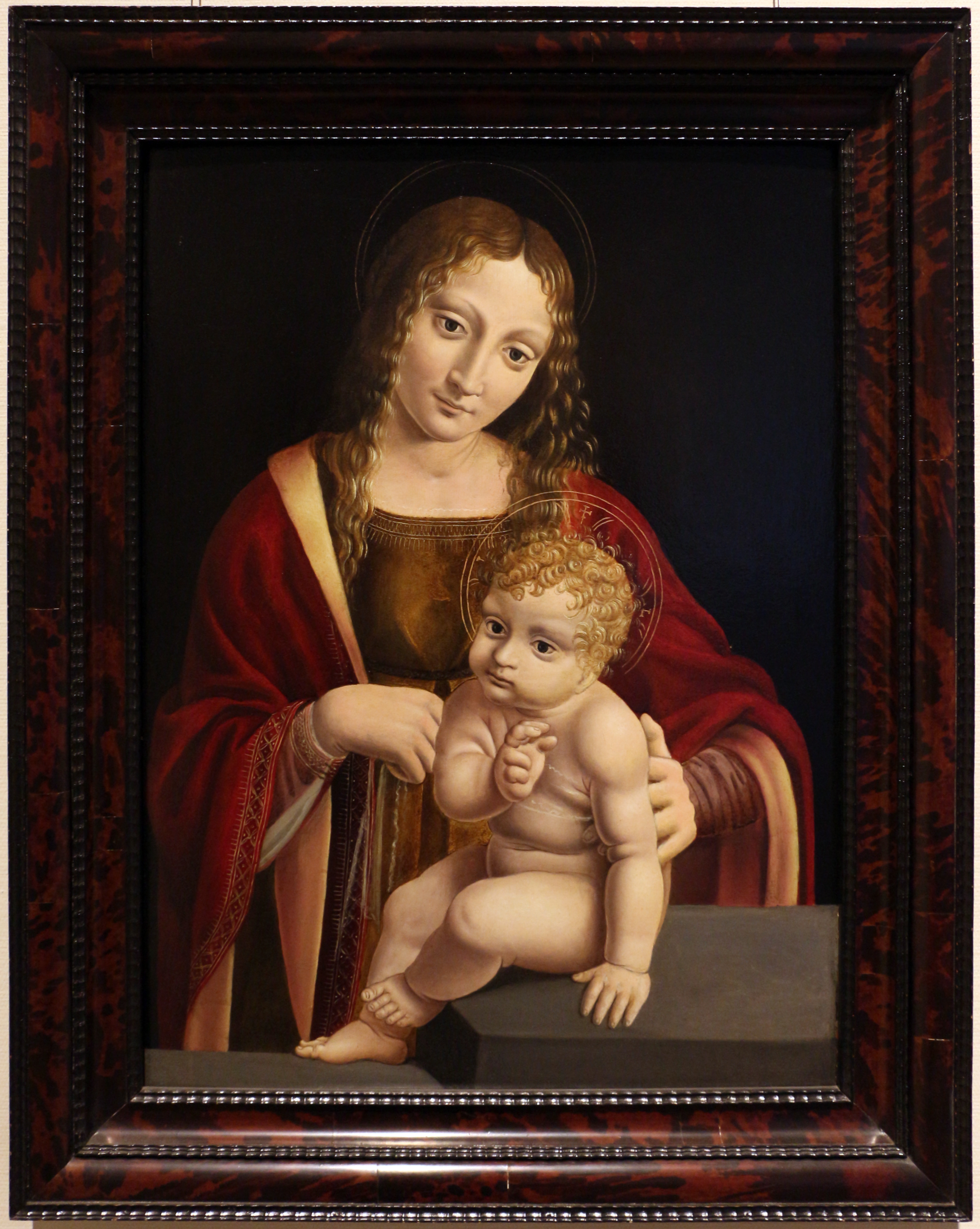
Madonna col Bambino, 1500, Pinacoteca del Castello Sforzesco
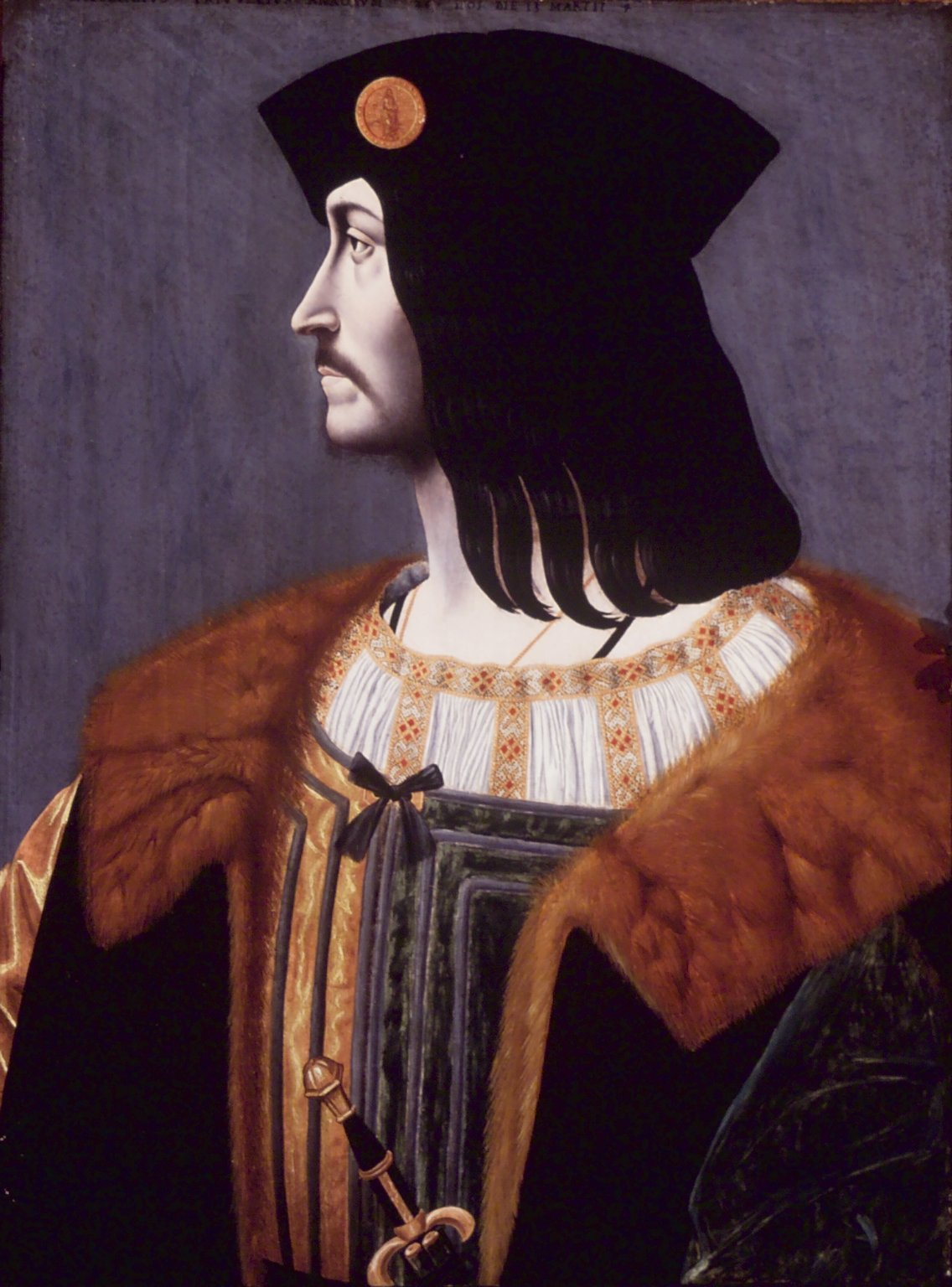
Ritratto di Catellano Trivulzio, 1505, Brooklyn Museum
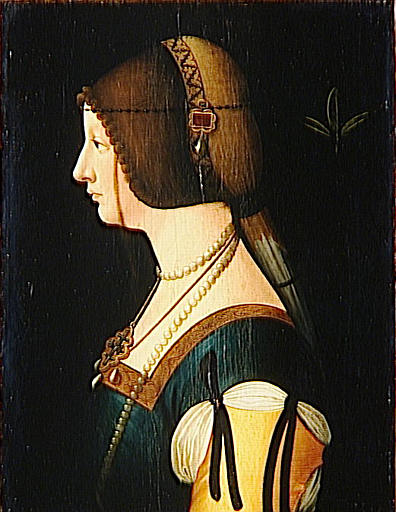
Ritratto di Bianca Maria Sforza, Louvren